# Червінець «Сіяч»

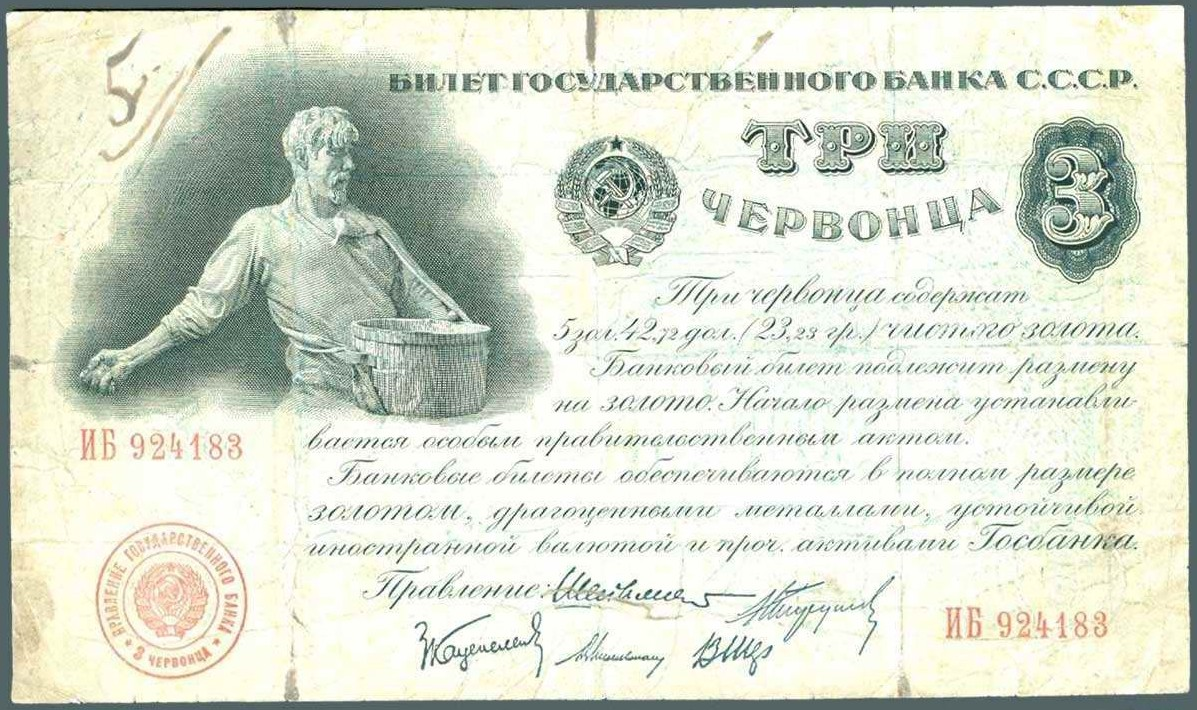
Банкнота три червінці 1924 року із зображенням скульптури І. Д. Шадра «Сіяч»

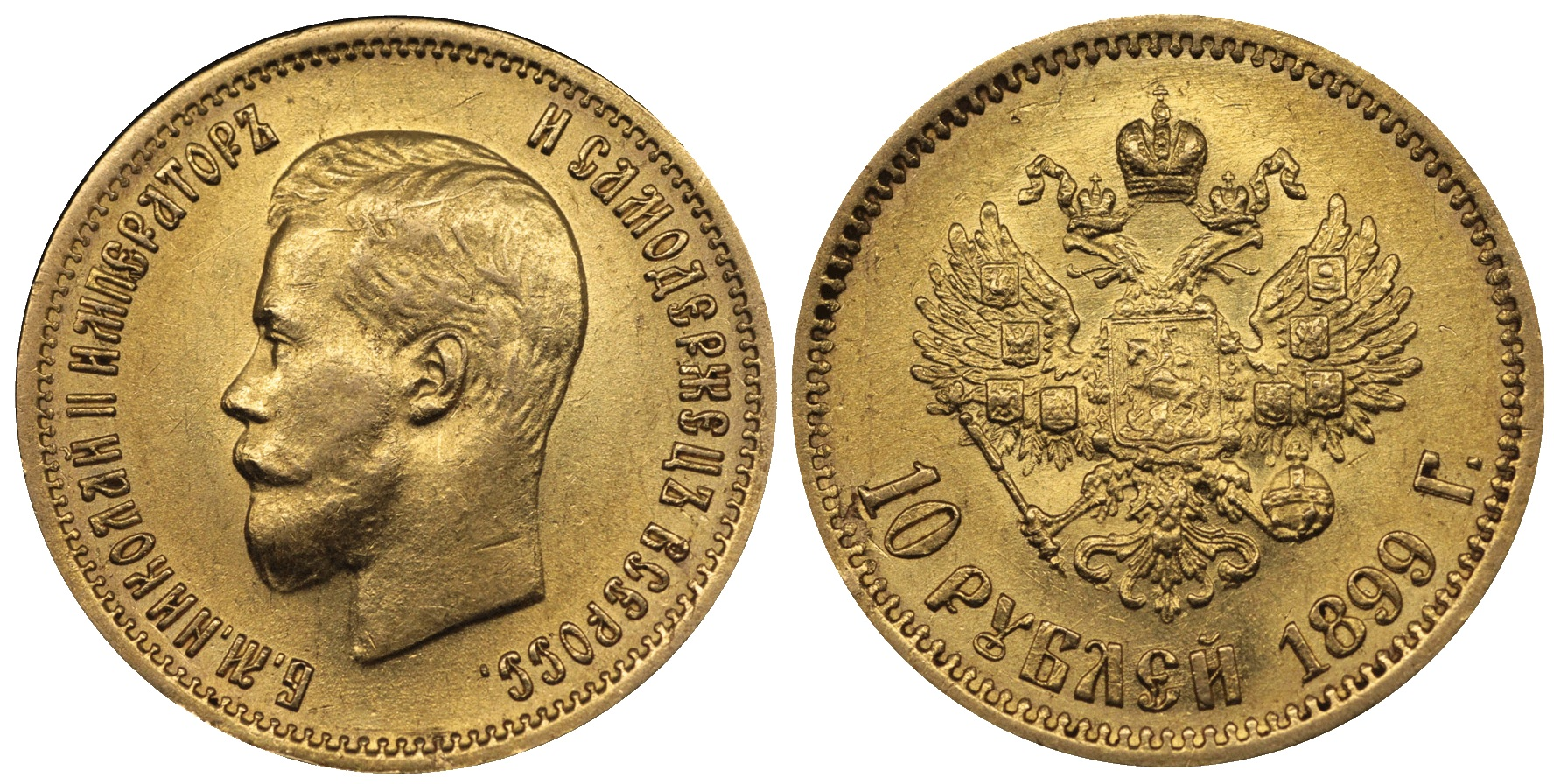
10 рублів Миколи II — монета, за стандартами якої карбувався червінець «Сіяч»

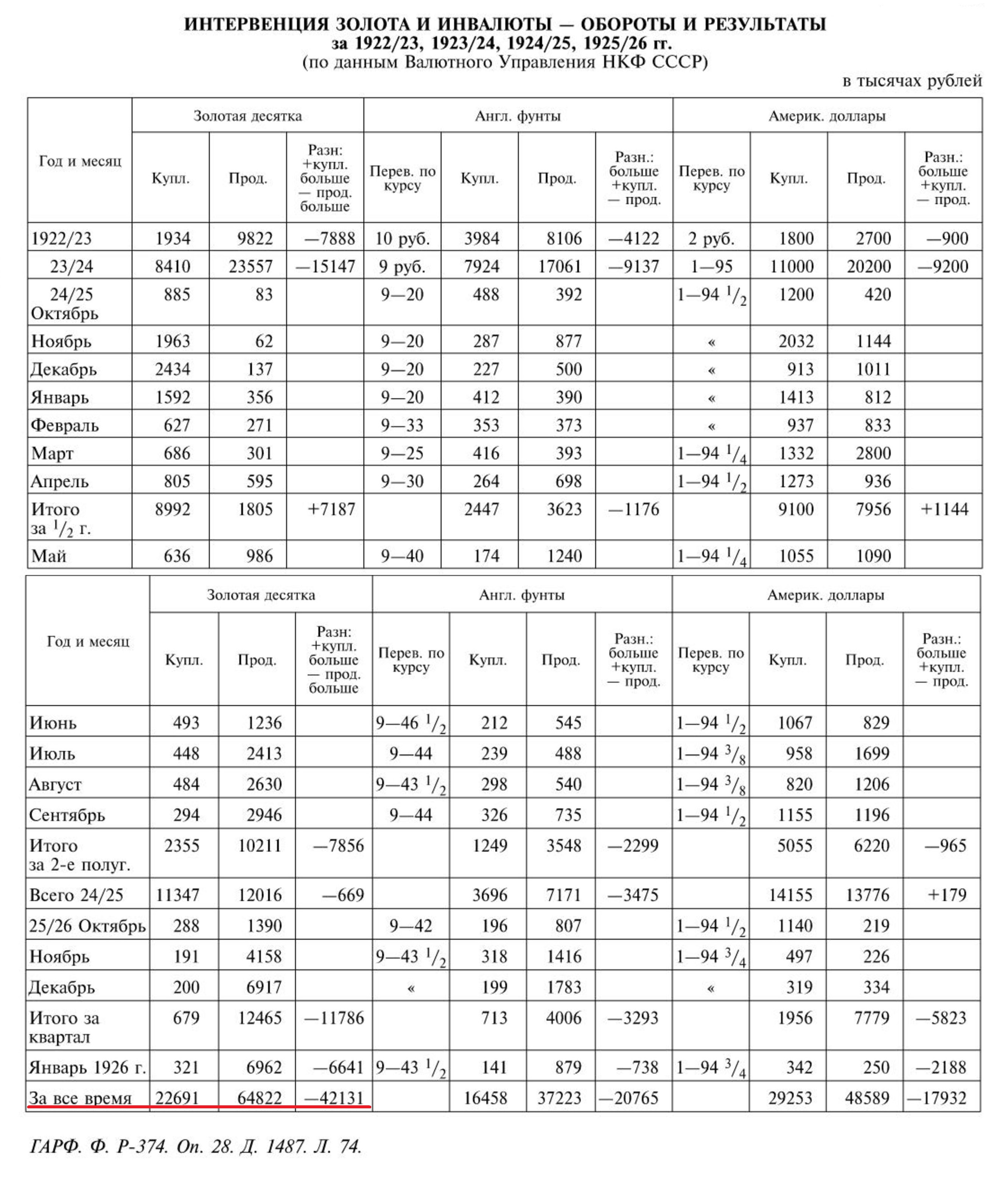
Інтервенція золота і інвалюти 1922—1926 років

Золотий червінець (рос. «Золотой червонец»), іноді називається «Сіячем» (рос. «Сеятель») — золота монета, викарбувана в СРСР у 1923 році. У 1975—1982 роках Держбанк СРСР випустив монети, які зберегли зовнішній вигляд монети зразка 1923 року, але зі зміненими датами. Діюча інвестиційна монета Банку Росії з номіналом 10 рублів.

## Опис
Аверс: в центрі — герб РРФСР: оточений вінком з колосків щит із зображенням на ньому серпа і молота на фоні сонячних променів; по колу — написи, обрамлені колом з крапок: вгорі — ПРОЛЕТАРИИ ВСЕХ СТРАН, СОЕДИНЯЙТЕСЬ!, знизу під гербом — Р. С. Ф. С. Р..
Реверс: зображення селянина-сіяча на тлі плуга, сонця, що сходить і заводів. По колу — написи, обрамлені колом з крапок: вгорі — ОДИН ЧЕРВОНЕЦ, знизу ліворуч — рік карбування.
Гурт: втиснутий напис (за роками випуску): 1923 — 1 ЗОЛОТНИК 78,24 ДОЛИ ЧИСТОГО ЗОЛОТА (П.Л.), 1925 — ЧИСТОГО ЗОЛОТА 7,74234 ГРАММА (П.Л.), 1975—1976 — 1 ЗОЛОТНИК 78,24 ДОЛИ ЧИСТАГО ЗОЛОТА, 1977—1982 — 1 ЗОЛОТНИК 78,24 ДОЛИ ЧИСТОГО ЗОЛОТА (М.М.Д.) або 1 ЗОЛОТНИК 78,24 ДОЛИ ЧИСТОГО ЗОЛОТА (Л.М.Д.).
Номінал: 1 червінець. Метал і проба: золото-900. Загальна маса: 8,603 (±0,08) г. Зміст хімічно чистого золота: не менше 7,742 г. Діаметр: 22,60 (+0,10 −0,15) мм. Товщина: 1,70 (+0,05 −0,15) мм.

## Історія монети

### Монета 1923 року
Одночасно з випуском паперових червінців, в жовтні 1922 року було прийнято рішення про випуск золотих червінців у вигляді монет. Вимоги до характеристик монети були раніше визначені листом виробничо-комерційного відділу валютного управління Наркомфіну від 11 серпня 1922 року на адресу начальника
монетного двору. Згідно з документом червінець повністю відповідав дореволюційній монеті в 10 рублів: «Вес монеты равен б.монете в 10 рублей, т.е. лигатурный в 2 золотника 1,6 дол.- чистого золота 1 зол.78,24 дол.». Автором ескізів став керуючий Медальною і допоміжними частинами Монетного двору, художник-медальєр А. Ф. Васютинський (також автор остаточного варіанту ордена Леніна і першого значка ГТО). На аверсі монети був зображений герб РРФСР; на реверсі — селянин-сіяч, виконаний за скульптурою І. Д. Шадра (натурщиками були два селянина села Пригова Шадринського повіту Перфілій Петрович Калганов і Кіпріян Кирилович Авдєєв), яка нині перебуває в Третьяковській галереї. Карбування монети було розпочато на Петроградському монетному дворі 27 серпня 1923 року, одночасно з карбуванням 5- і 10-рублевої монети царського зразка. Загальний тираж викарбуваної золотої монети в 1923—1924 роках склав 2 751 200 екземплярів. У тому числі золотих червінців «Сіяч» було виготовлено 100 000 екземплярів.
Деякі дослідники вважають, що випуск золотої монети проводився з метою її використання для розрахунків із західними країнами. Однак, архівні документи цю версію не підтверджують. Карбування було здійснено з метою реалізації заходів щодо підтримки знову введеної валюти — паперового червінця: «… необходимо иметь резервы для того, чтобы свободная активная часть золотого фонда могла бы в случае нужды повоевать на рынке за устойчивый паритет червонца …». «Воювати» доводилося за рахунок валютної і золотої інтервенції на внутрішньому і зовнішньому ринках, обсяг якої тільки в золотій монеті за період з кінця 1922-го по 1926 роки за даними валютного Управління Наркомфіну перевищив 64 822 000 золотих рублів. При цьому золотий червонець «Сіяч» в спекулятивних угодах золотовалютної інтервенції і в обігу на внутрішньому ринку участі не брав участі. У 1925—1926 роках на Ленінградському монетному дворі додатково були викарбувані золоті монети зразка періоду правління Миколи II номіналом 5 і 10 рублів (із зазначенням року на реверсі «1911», і, можливо, «1898»), на суму 25 110 000 золотих рублів.
З кінця 1922-го по травень 1923 року купівельна спроможність золотого червінця була гранично висока. Золота «десятка» оцінювалася на ринку у 12 500 карбованців радзнаками 1922 року; Держбанк оцінював один червінець у 11 400 карбованців радзнаками. Широке впровадження золотого червінця в фінансову систему призвело до того, що він, починаючи з жовтня 1923 року, став засобом вимірювання для всіх валют та товарів і мав велике значення для грошового обігу до завершення грошової реформи. Припинення карбування золотої монети було обумовлено декількома причинами, як внутрішніми, так і зовнішніми. Після стабілізації радянської валюти керівництво країни вважало недоцільним проведення подальшої політики золотовалютної інтервенції на внутрішньому ринку і відповідно карбування золотої монети. До того ж, основний ідеолог проведеної фінансової політики Г. Я. Сокольников в 1926 році в результаті внутрішньополітичної боротьби покинув пост Народного комісара фінансів. Крім того, на світовому ринку повсюдно відбувалася відмова від розрахунків в золотій монеті на користь золотих злитків і стійких валют (швейцарський франк, фунт стерлінгів, долар США).

### Пробна монета 1925 року
Після утворення 30 грудня 1922 року Союзу Радянських Соціалістичних Республік, вже в січні 1923 року було прийнято рішення про випуск монет з новими геральдичними символами, герб РРФСР необхідно було замінити гербом СРСР. У червні 1923 року було підготовлено технічні вимоги до конкурсу на виготовлення ескізів для нових монет, у тому числі і червінців, а 3 липня 1923 року учасникам, художникам-медальєром направлена Постанова за № 404993: «Художнику: С. Н. Грузенбергу […] А. Ф. Васютинскому […] Е. Е. Лансере […] С. В. Чехонину. Валютное Управление НКФ просит Вас составить эскизы для штампов монет СССР: 1/одного рубля /серебряного/, 2/одного полтинника 3/одного червонца /золотого/. Необходимо представление Вами рисунков следующих вариантов лицевой стороны монеты /независимо от достоинства монеты/, а именно изображений: 1/рабочий и крестьянин 2/рабочий один 3/крестьянин один 4/свободный вариант. На оборотной стороне монеты должны быть помещены: Буквы СССР, изображение герба СССР и надпись „Пролетарии всех стран соединяйтесь“ […] Срок представления 12 часов дня 15-го сентября 1923 года […]».

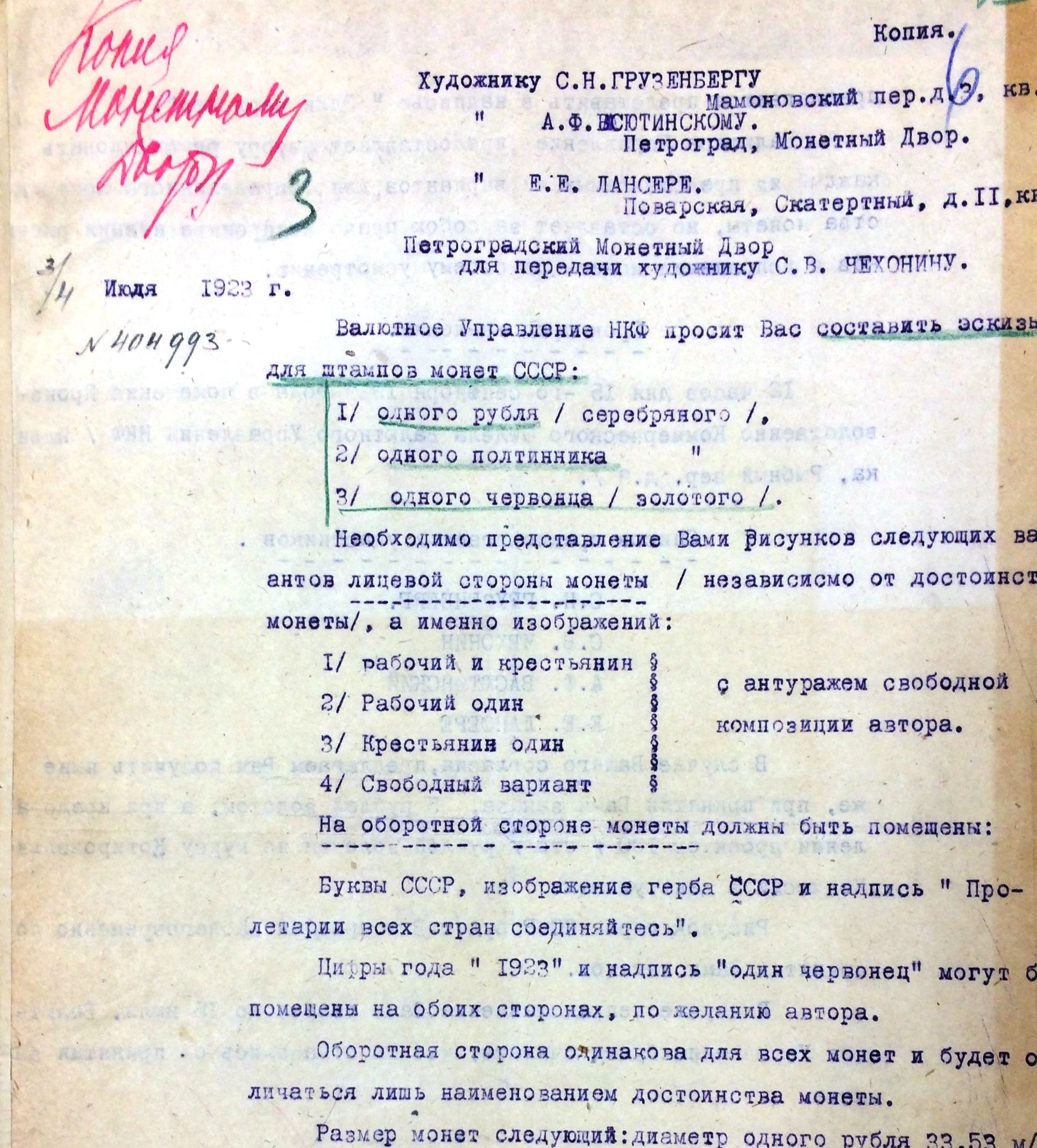
Документ (ЦГА СПб Р-1516 оп.10,д.3,л.6) з наказом граверам приступити до створення ескізів монети

Повідомлення в газеті «Красный Север» від 12 березня 1925 року щодо планів Держбанку СРСР з випуску золотого червінця.

22 листопада 1923 року на адресу Монетного двору надійшов лист Валютного Управління Наркомфіну про затвердження ескізів художника С. М. Грузенберга: «Валютное Управление настоящим препровождает Вам утвержденное Народным Комиссаром Финансов Г. Я. Сокольниковым 13 ноября с.г.: 1/фотографические снимки рельефов новой российской монеты, а именно: […] в/Золотой монеты в 1 червонец с изображением на лицевой стороне крестьянина, идущего по полю со снопом колосьев». Однак затверджені ескізи зустріли досить негативну реакцію з боку керівництва Монетного двору, у тому числі і А. Ф. Васютинського. Для вирішення розбіжностей 27 листопада 1923 року відбулося засідання Заводоуправління Монетного двору за участю С. М. Грузенберга і двох заступників начальника Валютного Управління Наркомфіну: М. Я. Лазерсона і Р. Я. Каркліна. У підсумку, згідно Протоколу засідання, більшістю голосів (проти проголосував лише М. Я. Лазерсон) були затверджені ескізи одного рубля і одного полтиника в редакції С. М. Грузенберга з певними доопрацюваннями. Що стосується червінця, то Монетному двору було запропоновано виготовити в терміновому порядку гіпсову копію з гербом СРСР, залишивши на другому боці зображення з монети 1923 року карбування 1 червінець, тобто «Сіяча».
Надалі у 1924—1925 роках були проведені підготовчі заходи для карбування червінця нового зразка, у тому числі підготовлений інструмент і виділено золото. Однак, з невідомих причин масове виготовлення цього варіанту так і не було реалізовано. Були випущені тільки пробні екземпляри, датовані 1925 роком, які мають виняткову рідкість. Одна монета була виготовлена в мідному виконанні і 5 екземплярів в золоті. Два екземпляра в золотому виконанні зберігаються в музеї ДМОМ. Решта три в зібраннях Держзнаку, у тому числі один представлений в Музеї історії грошей, розташованому в будівлі Аннинського Кавальєру на території Петропавлівської фортеці. Крім того, в Ермітажі і музеї Санкт-Петербурзького монетного двору зберігаються односторонні відбитки в латуні. 12 квітня 2008 року в Москві на аукціоні «Колекційні російські монети і медалі» мідний червінець «Сіяч» із колекції Б. Биховського пішов з молотка за рекордні 5 мільйонів рублів (при стартовій ціні 1 мільйон рублів).

### Повторний випуск 1975—1982 років
У 1975 році Держбанк СРСР відновив карбування «Сіяча». Спочатку було випущено 250 000 монет, з 1976-го по 1982 роки щорічно випускалося по 1 мільйону золотих монет, у якості анциркулейтед. Крім того, у 1980 році до Московської олімпіади випустили 100 000 монет підвищеної якості (пруф). Карбування проводилося Московським і Ленінградським монетними дворами, позначення монетного двору — на гурті (відповідно «ММД» і «ЛМД»).

### Золотий червінець в Російській Федерації
Після розпаду СРСР золоті червінці 1975—1982 років продовжували залишатися платіжним засобом. Після деномінації 1998 року, з 1 січня 1999 року за рішенням Банку Росії золоті червінці втратили статус валюти Російської Федерації, однак в 2001 році Рада директорів Банку ухвалила рішення про відновлення обігу золотих червінців 1975—1982 років як законного платіжного засобу.
На даний час золота монета червінець («Сіяч») є однією з чотирьох основних інвестиційних монет Банку Росії, поряд зі срібним «Соболем», срібним і золотим «Георгієм Переможцем». Банк Росії встановлює офіційні відпускні ціни щодоби. Ринкова ціна монети на липень 2014 року становила 17 100 рублів, на листопад 2018-го — 23 600 рублів.

## Зведена таблиця випусків золотого червінця
| Рік випуску | Номер в каталозі | Вид монети, якість карбування              | Тираж за різними джерелами | Тираж за різними джерелами | Тираж за різними джерелами | Аверс і реверс |
| ----------- | ---------------- | ------------------------------------------ | -------------------------- | -------------------------- | -------------------------- | -------------- |
| 1923—1924   | 3213-0001        | торгова, UNC                               | 100 000.                   | 100 000.                   | 100 000.                   |                |
| 1925        | —                | торгова (проект), UNC                      | випуск монети не відбувся  | випуск монети не відбувся  | випуск монети не відбувся  |                |
| 1975—1982   | —                | монети повторного випуску (рос. «новоделы» | 7 350 000                  | 6 665 000                  | 6 750 000                  | —              |
| 1975        | 3213-0002        | інвестиційна, UNC                          | 250 000                    | 250 000                    | 250 000                    |                |
| 1976        | 3213-0003        | інвестиційна, UNC                          | 1 000 000                  | 1 000 000                  | 1 000 000                  |                |
| 1977        | 3213-0004        | інвестиційна, UNC                          | 1 000 000                  | 2 000 000                  | 2 000 000                  |                |
| 1978        | 3213-0005        | інвестиційна, UNC                          | 1 000 000                  | 350 000                    | 350 000                    |                |
| 1979        | 3213-0006        | інвестиційна, UNC                          | 1 000 000                  | 1 000 000                  | 1 000 000                  |                |
| 1980        | 3213-0007        | інвестиційна, UNC                          | 1 000 000                  | 900 000                    | 1 000 000                  |                |
| 1980        | 3213-0008        | пам'ятна, Proof                            | 100 000                    | 100 000                    | 100 000                    |                |
| 1981        | 3213-0009        | інвестиційна, UNC                          | 1 000 000                  | 1 000 000                  | 1 000 000                  |                |
| 1982        | 3213-0010        | інвестиційна, UNC                          | 1 000 000                  | 65 000                     | 50 000                     |                |